# 이의중학교
이의중학교(二儀中學校)는 대한민국 경기도 수원시 영통구 하동에 있는 공립 중학교이다.

## 학교 연혁
- 2011년 3월 2일 : 이의중학교 24학급 설립 인가
- 2011년 10월 1일 : 초대 송재붕 교장 취임
- 2011년 10월 1일 : 이의중학교 개교
- 2012년 2월 9일 : 제1회 졸업(4명)
- 2012년 3월 2일 : 제1회 입학(106명)
- 2023년 9월 1일 : 제5대 안혜숙 교장 취임
- 2024년 1월 5일 : 제13회 졸업(161명)
- 2024년 3월 4일 : 제13회 입학(143명)

## 참고 자료
- 이의중학교 - 한국교육학술정보원 학교알리미